# Многокоренник
Многокоренник (лат. Spirodela) — род травянистых растений подсемейства Рясковые (Lemnoideae) семейства Ароидные (Araceae).

## Ботаническое описание
Стебель (фронд, листец) плоский, округлый или обратнояйцевидный, цельнокрайний, сверху зелёный, снизу красноватый или красно-фиолетовый; стипа на брюшной стороне. Корней несколько, собраны в пучок. Соцветие состоит из 2 тычиночных и 1 пестичного цветков без околоцветников, располагается в боковом кармашке. Плод односемянный.

## Таксономия
Род Многокоренник по данным Королевских ботанических садов Кью включает 4 вида:
- Spirodela oligorrhiza (Kurz) Hegelm. (1868)
- Spirodela polyrrhiza (L.) Schleid. (1839) — Многокоренник обыкновенный
- Spirodela punctata (G.Mey.) C.H.Thomps. (1898)
- Spirodela sichuanensis M.G.Liu & K.M.Xie (1983)